# SN 2001hc
SN 2001hc – supernowa typu Ia odkryta 18 kwietnia 2001 roku w galaktyce A094431+0802. W momencie odkrycia miała maksymalną jasność 21,40m.